# Liste des directeurs de Nouvelle-Néerlande
Cet article est la liste des directeurs de Nouvelle-Néerlande (en néerlandais : Nieuw Nederland), désignés par la Compagnie néerlandaise des Indes occidentales. La capitale administrative et la plus grande ville établie alors dans la colonie était La Nouvelle-Amsterdam, qui devint la ville de New York quand les Néerlandais en cédèrent le contrôle aux Anglais en 1664. 
Seul Pieter Stuyvesant porta le titre de « Directeur-général » puisqu'il était aussi responsable de la gestion de la colonie de Curaçao et ses dépendances. 
Durant la restauration de l'autorité néerlandaise d'août 1673 à novembre 1674, quand les Nouveaux-Pays-Bas tombèrent sous la juridiction de la ville d'Amsterdam, le premier gouverneur néerlandais désigné était le capitaine anglais Anthony Colve.
| Directeur                           | Date        |
| ----------------------------------- | ----------- |
| Cornelis Jacobszoon May             | 1624 — 1625 |
| Willem Verhulst                     | 1625 — 1626 |
| Pierre Minuit                       | 1626 — 1632 |
| Sebastiaen Jansen Krol              | 1632 — 1633 |
| Wouter van Twiller                  | 1633 — 1638 |
| Willem Kieft                        | 1638 — 1647 |
| Pieter Stuyvesant                   | 1647 — 1664 |
| Autorité britannique de 1664 à 1673 |             |
| Gouverneur(s)                       | Date        |
| Cornelis Evertsen et Jacob Binckes  | 1673        |
| Anthony Colve                       | 1673 — 1674 |

## Compléments